# Nadieżda Siemiencowa
Nadieżda Miefodijewna Siemiencowa (ros. Наде́жда Мефо́диевна Семенцо́ва; ur. 11 grudnia 1927, zm. 19 lutego 2001 w Moskwie) – radziecka aktorka filmowa. Żona reżysera Riczarda Wiktorowa. Wystąpiła w jego filmach. Pochowana wraz z mężem na Cmentarzu Mitińskim w Moskwie.

## Wybrana filmografia
- 1973: W drodze na Kasjopeję jako Nadieżda Filatowa
- 1974: Spotkanie na Kasjopei jako Nadeżda Filatowa
- 1976: Obelisk jako Uljana
- 1977: Mimino
- 1980: Przez ciernie do gwiazd jako profesor Nadieżda Iwanowa
- 1983: Kometa jako Galina Kuczkina